# Louvois (Marne)
Pour les articles homonymes, voir Louvois.
Louvois est une ancienne commune française, située dans le département de la Marne en région Grand Est.
La commune administre le hameau La Neuville-en-Chaillois, qui comprend une cinquantaine d'habitants.
Par arrêté du 18 novembre 2015, prenant effet à compter du 1er janvier 2016, Louvois est regroupée avec la commune de Tauxières-Mutry pour former la commune de « Val de Livre ». Son chef-lieu est fixé au chef-lieu de l'ancienne commune de Tauxières-Mutry.

## Géographie
La commune fait partie du parc naturel régional de la Montagne de Reims et est traversée par la Livre.
| Ludes           | Mailly-Champagne, Verzenay | Verzy    |
| Ville-en-Selve  | Louvois                    | Ambonnay |
| Tauxières-Mutry | Bouzy                      |          |

## Toponymie
La variante Lopeia peut correspondre à Lopeiae villa, le domaine de Lopeius, gentilice latin. Il faudrait comprendre Lupi via comme une variante de Lupi villa. Si le gentilice reste incertain, le sens reste le même. 

Lupi via, vers 850 ; Lopeia, 1148; Loup Voie en 1254 et 1295.

## Histoire
Au début de la Révolution française, la commune de Louvois annexe les communes voisines de La Neuville-en-Chaillois et de Vertuelle.

## Politique et administration
| Période                                  | Période                      | Identité         | Étiquette | Qualité                        |
| ---------------------------------------- | ---------------------------- | ---------------- | --------- | ------------------------------ |
| Les données manquantes sont à compléter. |                              |                  |           |                                |
| 1879                                     |                              | Brugny           |           |                                |
| 2001                                     | 2004                         | François Hilbert |           |                                |
| 2004                                     | 2008                         | Philippe Egrot   |           |                                |
| 2008                                     | En cours (au 4 juillet 2014) | Delphine Boever  |           | Réélu pour le mandat 2014-2020 |

## Démographie
L'évolution du nombre d'habitants est connue à travers les recensements de la population effectués dans la commune depuis 1793. À partir du 1er janvier 2009, les populations légales des communes sont publiées annuellement dans le cadre d'un recensement qui repose désormais sur une collecte d'information annuelle, concernant successivement tous les territoires communaux au cours d'une période de cinq ans. 
Pour les communes de moins de 10 000 habitants, une enquête de recensement portant sur toute la population est réalisée tous les cinq ans, les populations légales des années intermédiaires étant quant à elles estimées par interpolation ou extrapolation. Pour la commune, le premier recensement exhaustif entrant dans le cadre du nouveau dispositif a été réalisé en 2006,.
En 2013, la commune comptait 301 habitants, en évolution de −12,5 % par rapport à 2008 (Marne : +0,83 %, France hors Mayotte : +2,49 %).
| 1793 | 1800 | 1806 | 1821 | 1831 | 1836 | 1841 | 1846 | 1851 |
| ---- | ---- | ---- | ---- | ---- | ---- | ---- | ---- | ---- |
| 422  | 408  | 416  | 396  | 400  | 388  | 400  | 411  | 413  |

| 1856 | 1861 | 1866 | 1872 | 1876 | 1881 | 1886 | 1891 | 1896 |
| ---- | ---- | ---- | ---- | ---- | ---- | ---- | ---- | ---- |
| 420  | 421  | 432  | 429  | 434  | 422  | 441  | 421  | 413  |

| 1901 | 1906 | 1911 | 1921 | 1926 | 1931 | 1936 | 1946 | 1954 |
| ---- | ---- | ---- | ---- | ---- | ---- | ---- | ---- | ---- |
| 386  | 400  | 399  | 352  | 389  | 343  | 331  | 310  | 302  |

| 1962 | 1968 | 1975 | 1982 | 1990 | 1999 | 2006 | 2011 | 2013 |
| ---- | ---- | ---- | ---- | ---- | ---- | ---- | ---- | ---- |
| 299  | 317  | 317  | 362  | 365  | 356  | 348  | 324  | 301  |

## Économie
La commune de Louvois fait partie de l'une des 17 communes sur 312 dont le vignoble est classé « Grands Crus ». Cette appellation « AOC Champagne Grand Cru » correspond à l'attribution d'un coefficient de 100 %, soit la meilleure note possible.

## Culture locale et patrimoine

### Héraldique
| Armes de Louvois | Les armes de la commune se blasonnent ainsi : d'azur aux deux loups passants, rangés en bande, côtoyés de deux doubles cotices potencées et contre-potencées, le tout d'or, au chef aussi d'azur chargé de trois étoiles aussi d'or, soutenu du même. |

### Lieux et monuments
- Le château de Louvois a été créé originellement au début du XIIIe siècle. Lors de son acquisition par Michel Le Tellier, marquis de Barbezieux et secrétaire d'État à la Guerre de Louis XIV, la propriété fut érigée en marquisat, puis fit partie de la dot de mariage de son fils François Michel Le Tellier de Louvois avec 35 hectares de vignes. Coordinateur de la construction du château de Versailles après la mort de Colbert, il se fit construire un magnifique château sur des plans de Mansart et des jardins de 50 hectares dessinés par un élève de Le Nôtre. Le domaine devint en 1776 la propriété d'Adélaïde et Sophie, deux des filles du roi Louis XV. Lors de la Révolution française le domaine fut détruit ; il ne subsistait que la grille d'entrée, l'orangerie et les grands bassins. À son emplacement fut édifié, au XIXe siècle, un simple pavillon de facture classique avec quelques matériaux d'origine. Aujourd'hui, le château est propriété du groupe Laurent-Perrier ; une petite partie du jardin a été reconstituée à partir des plans originels. Les panneaux touristiques à l'entrée du village omettent de mentionner que le château de Michel Le Tellier n'existe plus.
- L'église romane avec ses chapiteaux, ses sculptures.
- La ferme de Vertuelle, qui accueille le public et propose des activités pour les enfants.

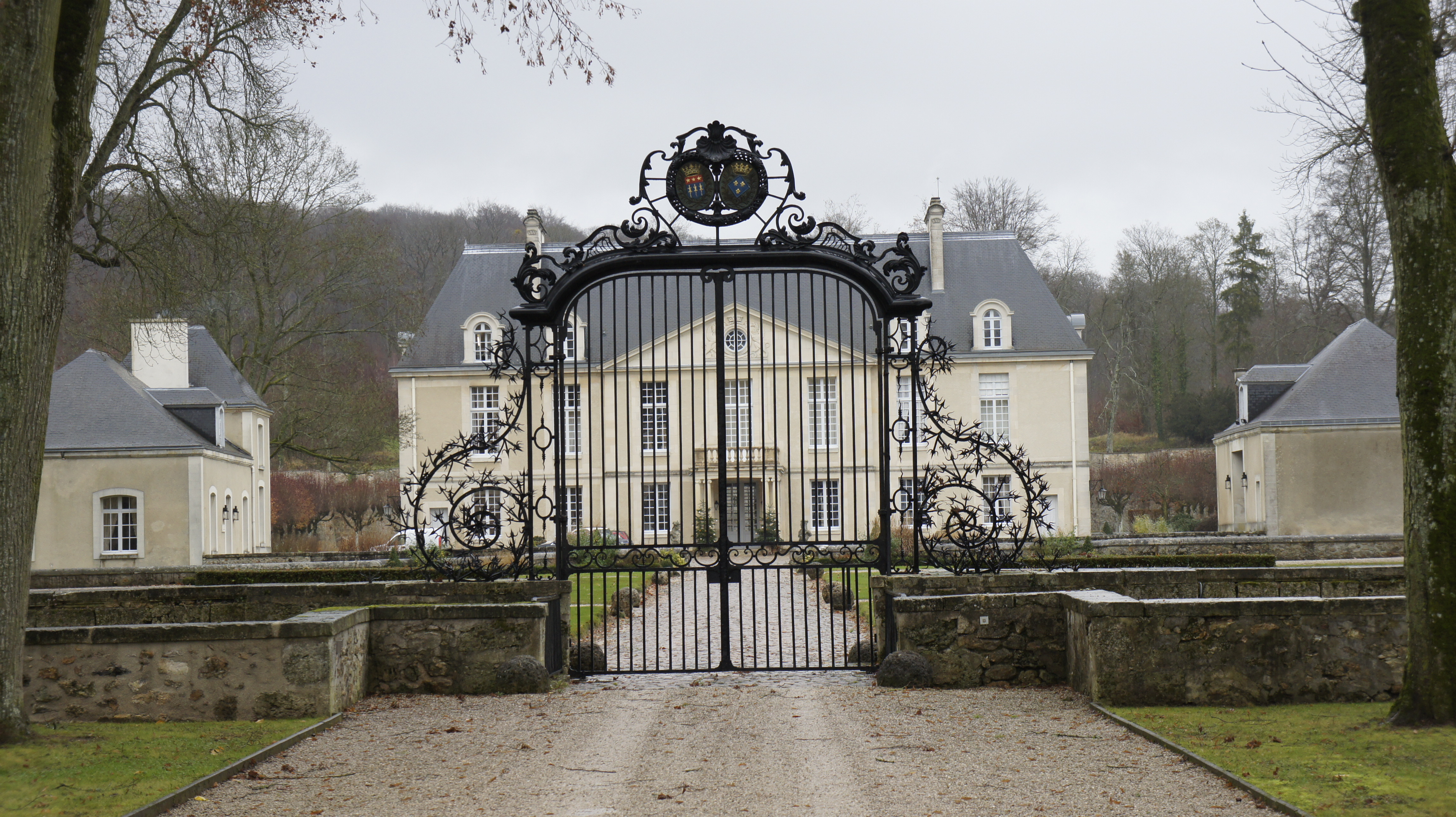
La grille armoriée du château.
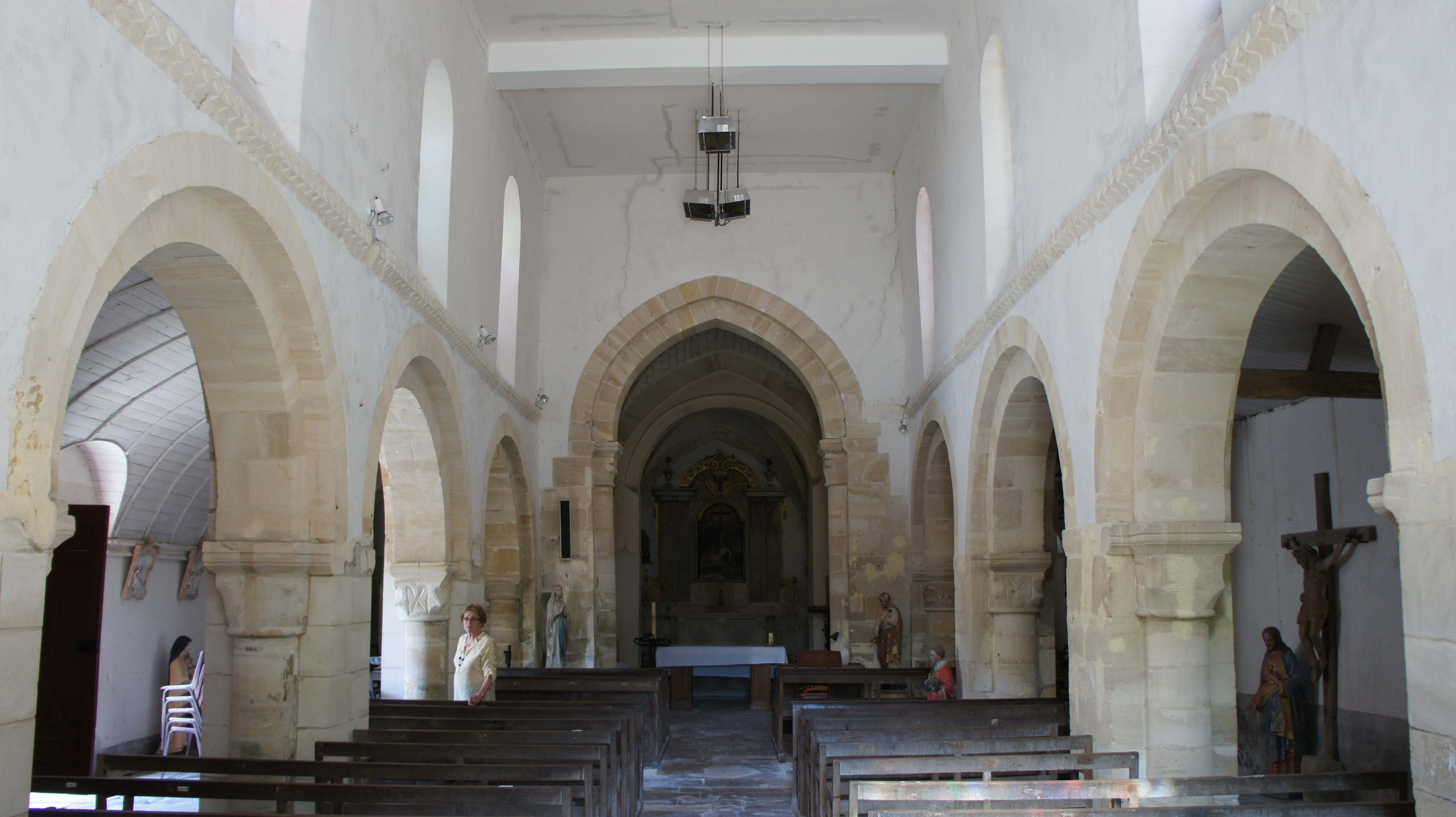
La nef de l'église.
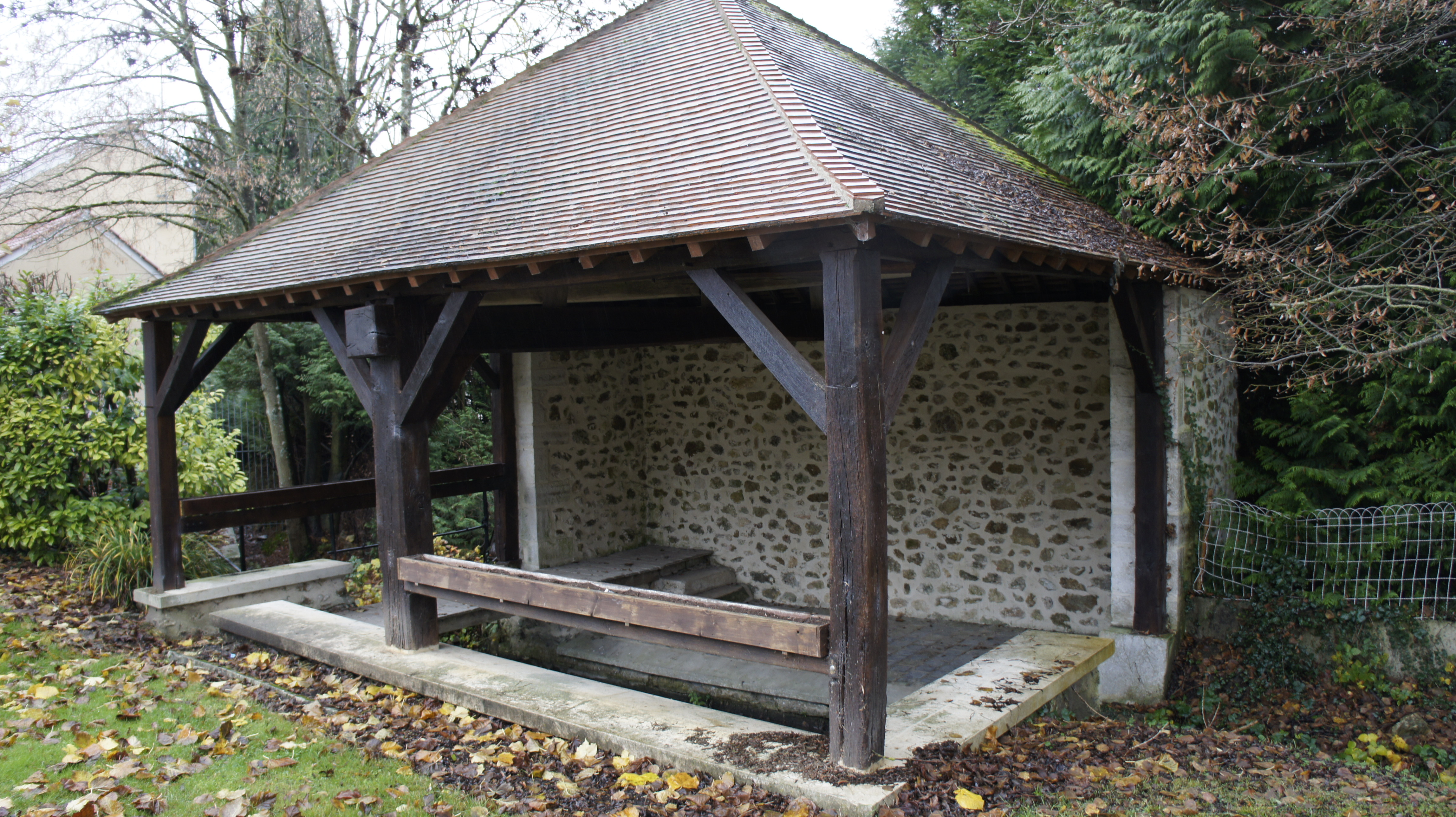
Le lavoir.

### Personnalités liées à la commune
- François Michel Le Tellier de Louvois.